# Frontera entre Egipte i Jordània
La frontera entre Egipte i Jordània consisteix en un segment marítim situat al Golf d'Aqaba. No hi ha cap acord bilateral que estableixi el seu curs contrari a la frontera amb Jordània i la frontera amb Aràbia Saudita. No hi ha cap acord trilateral que solucioni el trifini.

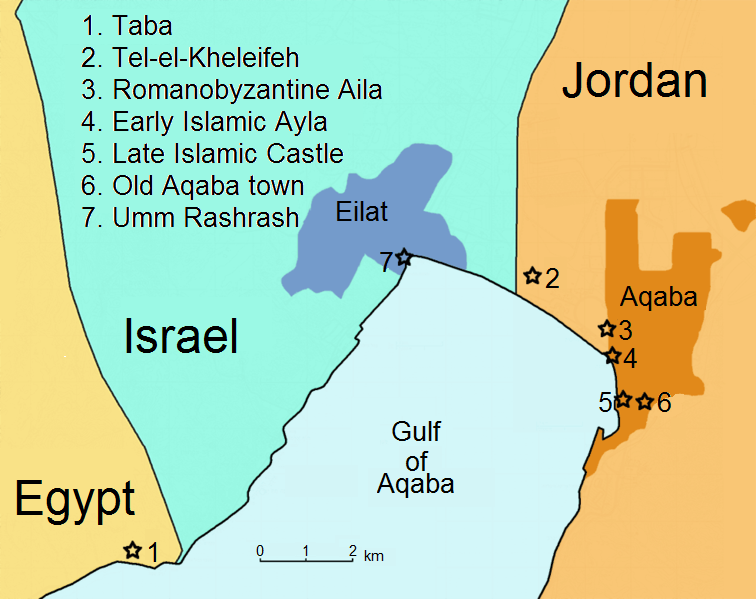
Ports i fronteres al nord del golf d'Aqaba

L'extrem septentrional del Golf està envoltat per tres ports: Taba a Egipte, Elat a Israel i Aqaba a Jordània. L'accés al mar és un assumpte estratègic a la regió.